# Полилог
Полило́г (греч., букв. ’речь многих’) — разговор многих участников. При этом предполагается, что роль говорящего переходит от одного лица к другому, в противном случае разговор превращается в монолог.
Является синонимом слова диалог, так как в современном употреблении термин «диалог» не обязательно предполагает наличие ровно двух участников (хотя греческий префикс диа- ’через’ в слове диалог и греческое ди- ’два’ восходят к одному и тому же праиндоевропейскому корню *dwís). В связи с этим в диалоге, как и в полилоге, может участвовать любое число участников.
В литературе также используется такой прием, как полилог. Писатель Бекнур Кисиков использовал прием полилог в своем романе "Ол" .